# Cerkev sv. Frančiška Ksaverija, Radmirje
Cerkev sv. Frančiška Ksaverija je župnijska cerkev in stoji v Radmirju, v Sloveniji. Sodi med najbolj znamenite in najodličnejše, saj je njena slava segla daleč čez slovenske meje. 

## Zgodovina
Leta 1715 je v okolici Gornjega Grada vladala velika lakota, razširjena pa je bila tudi živinska kuga. Kronist opisuje da je bilo tako hudo, da ni zalegla več nobena človeška pomoč. Gornjegrajski dekan Ahacij Stržinar se je zato odločil in z dovoljenjem Ijubljanskega škofa, kamor je župnija takrat sodila, v cerkev sv. Barbare v Radmirju postavil na Marijin oltar sliko sv. Frančiška Ksaverija. Romarji, ki so hodili častit sv. Barbaro, so tako zvedeli za velikega čudodelnika in ga vzeli za svojega. Ker je število romarjev naraščalo, so mu že čez eno leto postavili poseben oltar in nekoliko pozneje lastno kapelo. Končno so se odločili, da bodo staro cerkev sv. Barbare podrli in postavili novo. 
Novo cerkev je leta 1725 blagoslovil škof Feliks Schrattenbach. Prejšnji zavetnici sv. Barbari pa so posvetili oltar v stranski kapeli. 
Neznani arhitekt je cerkev oblikoval v podobi križa. Leta 1860 je bila cerkev obnovljena in preoblikovana fasada.
V cerkvi je pet oltarjev. Romali so seveda h glavnemu z znamenito sliko, ki prikazuje Frančiškovo smrt na otoku Sancianu pred kitajsko obalo. Sliko je naredil ljubljanski slikar Janez Reinwaldt. Krasi jo razkošen srebrn rokokojski okvir (1769), ki ga podpirata angela s svečnikoma. Ta slika je postala priljubljena po vsej Evropi. Krasila je cerkve in kapele v najodličnejših krajih. Veliki oltar je spodaj iz marmorja, delo ljubljanskega kiparja Frančiška Rottmanna iz 1764-65. Stranska oltarja v ladji sta poznobaročna iz okoli 1780. Za glavnim oltarjem visi več votivnih podob iz 18. in 19. stoletja. V ladji je 7 oljnih slik iz 1736-38.
Romanja so zamrla konec 18. stoletja s prepovedmi Jožefa II., a obiskovalcev ne manjka.

## Radmirska zakladnica
K slavi radmirske cerkve so veliko pripomogli jezuiti, saj je bil sv. Frančišek njihov zavetnik. Izšle so mnoge knjige, ki so opisovale čudeže, molitveniki in pesmarice. Tako se je glas o tej slovenski božji poti razširil na vse strani. Iz raznih kraljevskih dvorov in plemiških družin so prihajala darila: bogoslužna oblačila in posode, med njimi plašč, ki ga je izvezla cesarica Marija Terezija iz svoje poročne obleke in podarila cerkvi v Radmirju (1750), poljska kraljica Marija Jožefa (1753) in mati francoskega kralja Ludvika XVI. (1763).. 
Od ohranjenih zlatarskih dragocenosti sta posebno kvalitetna zlati kelih s pateno, delo pariškega mojstra R. J. Augusta (1760), z dragimi kamni okrašena monštranca, delo dunajskega zlatarja J. J. Wurtha (1746). Monštrance in kelihi sodijo v vrh zlatarske umetnosti tistega časa v Evropi.